# Guldgruvan – kuriosa 1968–2002
Guldgruvan – kuriosa 1968–2002 är ett samlingsalbum av den svenske rockmusikern Pugh Rogefeldt, utgivet på skivbolaget National 2004.
Skivan utgavs som en dubbel-CD och innehåller till hälften tidigare outgivna låtar.

## Låtlista
Där inte annat anges är låtarna skrivna av Pugh Rogefeldt.
1. "Jag är en liten pojk" (text: Rogefeldt och Bernt Staf, musik: Rogefeldt)
2. "Förresten, jag heter John"
3. "Stenen som jag står på"
4. "Jag har en guldgruva"
5. "Blues jam"
6. "Skölj bort mig"
7. "Andersson (live)"
8. "Svarte Rudolf (live)"
9. "Jag vill bli analyserad"
10. "Yellow Prana"
11. "Hollywood" (musik: Rogefeldt, text: Bertolt Brecht, Rogefeldt)
12. "Små lätta moln"
13. "Om du vill ha mig"
14. "Aindto"
15. "Nationalsång"
16. "Sången om Anna"
17. "Höger vänster om marsch"
18. "Bolla och rulla"
19. "Mona"
20. "Grävmaskinen"
21. "Storseglet"
22. "Här kommer natten"
23. "Aftonfalken" (Rogefeldt, Ulf Lundell)
24. "Hällregn"
25. "Sovjet"
26. "Kina"
27. "Amerika"
28. "Jesus"
29. "Hog Farm"
30. "Dinga linga Lena"
31. "Silver Lona"
32. "Kajans sång"
33. "Spårljus (live)"

### Fotnoter
1. 1 2  ”Pugh Rogefeldt”. Svensk mediedatabas. Arkiverad från originalet den 20 maj 2025. https://web.archive.org/web/20250520224506/https://smdb.kb.se/catalog/search?q=pugh+rogefeldt&x=0&y=0. Läst 21 januari 2013.
2. ↑  ”Guldgruvan”. National. Arkiverad från originalet den 18 april 2013. https://archive.is/20130418074438/http://www.national.se/sv/component/content/article/214-pugh-rogefeldt-qguldgruvan-kuriosa-1968-2002q. Läst 21 januari 2013.